# Lastfight
Lastfight est un jeu vidéo de combat développé et édité par Piranaking, sorti en 2016 sur les plateformes de distribution numérique de Windows, Mac, Linux, PlayStation 4 et Xbox One.
En novembre 2019, le jeu est porté sur Nintendo Switch par le développeur Joindots, et est édité et distribué en version boite par Just for Games.
Il est adapté de la bande dessinée Lastman.

## Accueil
- Gamekult : 5/10[2]